# Lizeray
Lizeray är en kommun i departementet Indre i regionen Centre-Val de Loire i de centrala delarna av Frankrike. Kommunen ligger i kantonen Issoudun-Nord som tillhör arrondissementet Issoudun. År 2022 hade Lizeray 83 invånare.

## Befolkningsutveckling
Antalet invånare i kommunen Lizeray
Referens:INSEE